# Mirošič
Mirošič je priimek več znanih Slovencev:
- Drago Mirošič (*1940), diplomat
- Iztok Mirošič (*1968), diplomat